# Банари
Банари (итал. Banari) је насеље у Италији у округу Сасари, региону Сардинија.
Према процени из 2011. у насељу је живело 609 становника. Насеље се налази на надморској висини од 437 м.

## Становништво
Према резултатима пописа становништва 2011. у општини је живело 610 становника.
| 1931. | 1936. | 1951. | 1961. | 1971. | 1981. | 1991. | 2001. | 2011. |
| ----- | ----- | ----- | ----- | ----- | ----- | ----- | ----- | ----- |
| 1.355 | 1.369 | 1.444 | 1.198 | 877   | 931   | 756   | 677   | 610   |